# 翼端

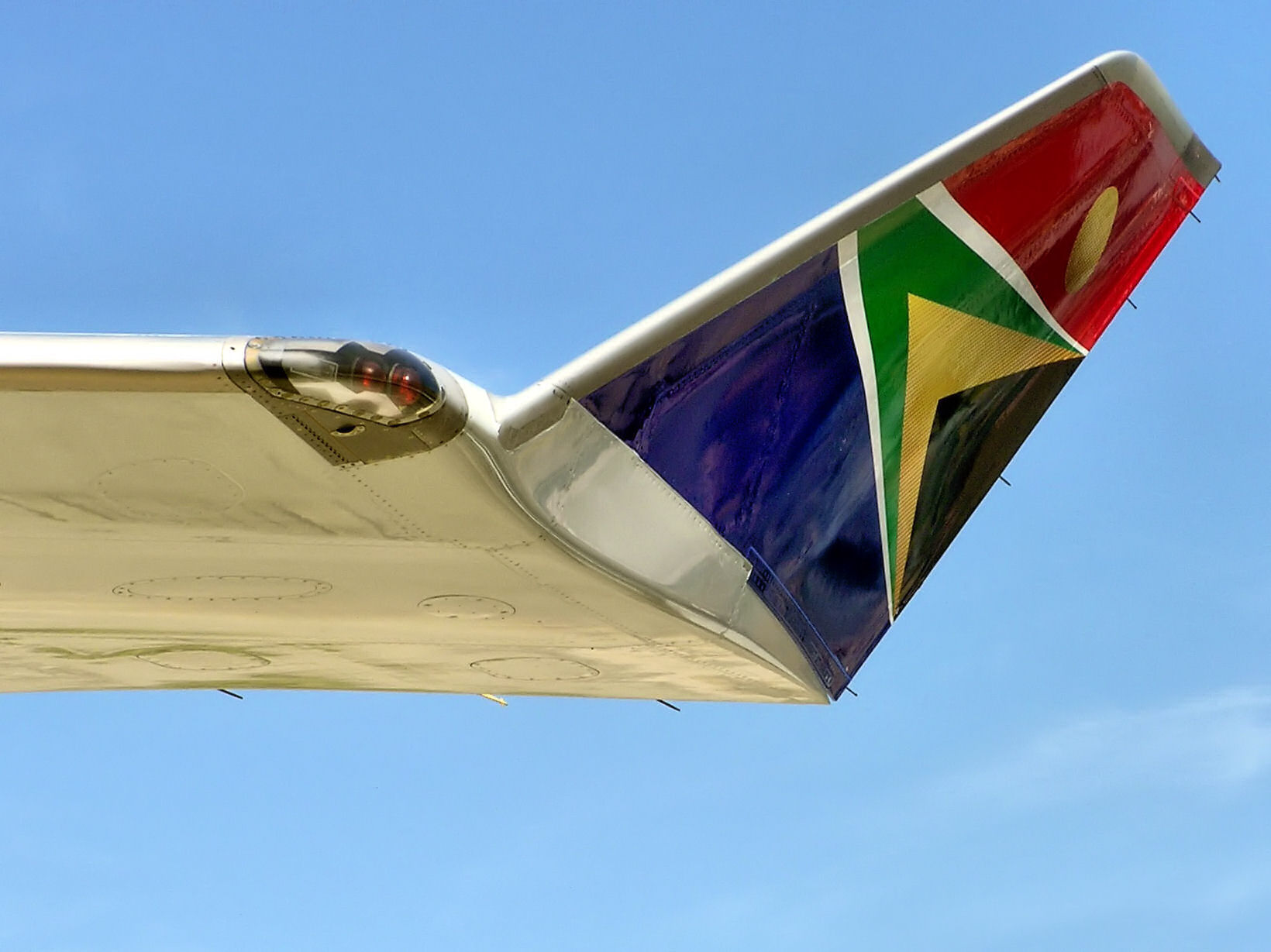
ボーイング747-400の翼端にあるウィングレットと赤いナビゲーションライト

翼端（よくたん、英語: Wing tip）は、固定翼航空機の胴体 (航空)から最も離れた翼の先端部分。
翼端の形状は翼端渦のサイズと抗力に影響を与えるため、先端の設計は次のようなさまざまな形状を生み出した。
- スクエア・オフ
- アルミ・チューブ・ボウ
- 丸い形
- ホルナースタイル
- ウィングレット
- ウィングチップ・フェンス
- レイクド・ウィングチップ
- スパイラル
- 垂れ下がった先端
- 翼端タンク
- 帆
- エンドプレート

翼端渦からの抗力を減らすことによって燃料効率を高めるために、翼端は高速航空機へのポピュラーな追加部品になった。低速航空機では、翼端形状の影響はあまり明白ではなく、円形、スクエアおよびホルナースタイルの先端の間のわずかな性能の違いのみである。最も低速の航空機であるSTOL航空機は、翼端を使用して気流を形成し、低対気速度での制御を可能にする。
翼端は航空機の設計スタイルの表現でもあるため、翼端の形状は、マーケティング上の考慮事項や空力要件の影響を受ける可能性がある。
翼端は、航空機の設計者がナビゲーションライト、衝突防止ランディングライト、着陸灯、手すり、および識別マークを取り付けるためによく使用される。
翼端タンクはウィングレットとして機能し、翼桁全体に重量をより均等に分散させることができる。
戦闘機では、ミサイルや電子対抗手段、ドロップタンクや兵器システムを取り付けるためのハードポイントを装備することもできる。翼端に取り付けられたホース/ドローグシステムにより、複数の航空機に空中給油を分離して行うことができる。
曲技飛行の航空機は、視覚的な姿勢の参照のために翼端に取り付けられた十字を使用する。翼端に取り付けられた煙システムと花火は、ローリング曲技飛行を際立たせる。一部の航空ショーでは、パイロットが翼端を地面に沿ってドラッグする。
単一の主脚またはグライダーなどの非常に高アスペクト比の翼を備えた航空機は、翼端に小さな着陸装置を配置する場合がある。ルータン・クイッキーやコンベアXFY-1ようないくつかの珍しいデザインは、主脚を翼端に配置している。第一次世界大戦初期の航空機の中には、翼端に樹木が茂ったスキッドを使用して、グランドループ事故による損傷を最小限に抑えたものがあった。
PBYカタリナなどのいくつかの水陸両用機は、フロートとして格納式の翼端を使用している。
可動翼端は、翼の制御性に影響を与える可能性がある。翼の端をたわみ翼し、ライトフライヤー号などの最も初期の航空機でロール制御を生成した。ノースアメリカンXB-70バルキリーは、超音速および亜音速飛行での安定性を調整するために、飛行中に翼端を上げ下げしていた。
翼端は、航空機のジェットエンジンを収容することも可能である。 EWR VJ 101は先端に取り付けられたジェットを使用し、 V-22は傾斜翼端に取り付けられたエンジンを使用。ハリアーはホバリング中の安定性のために翼端推力を使用した。
回転翼航空機の翼端は、騒音や振動を低減するために掃引または湾曲させることができます。一部の回転翼航空機は、推進力を翼端チップジェットを配置する。

## ギャラリー

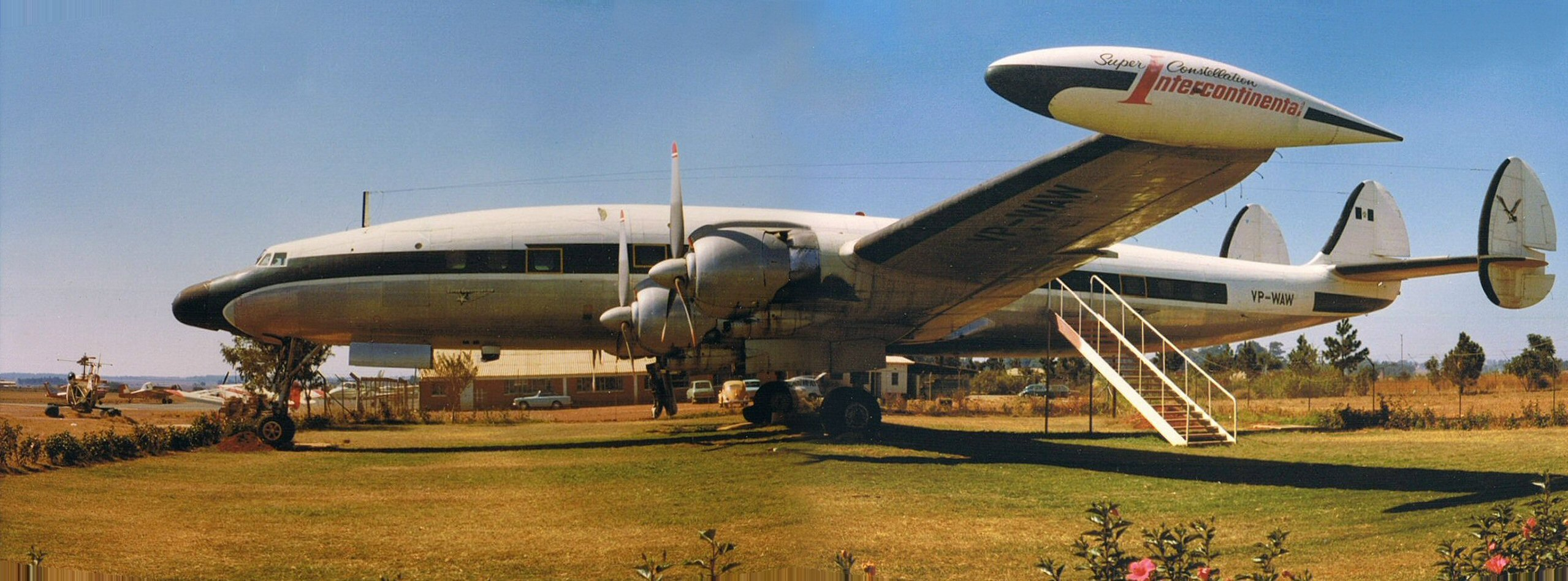
翼端に燃料タンクが取り付けられたロッキードコンステレーション
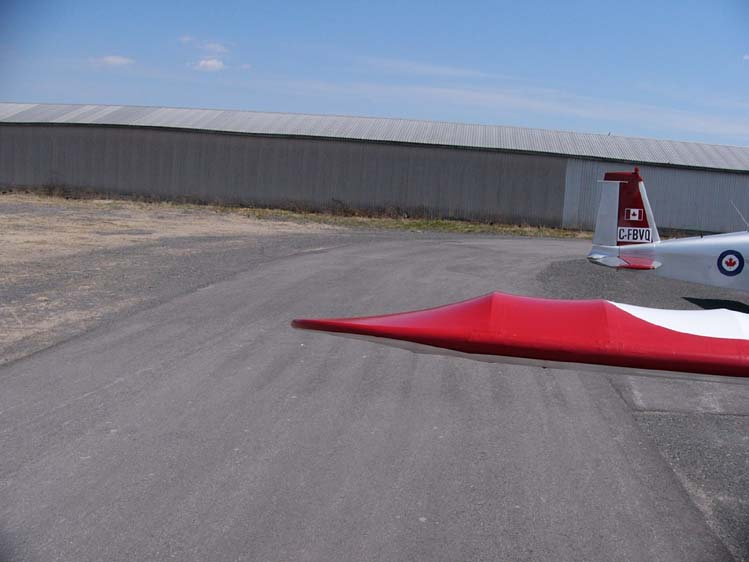
アルミ製の弓で形成されたクワッド・シティ・チャレンジャー（英語版）Ⅱの翼端
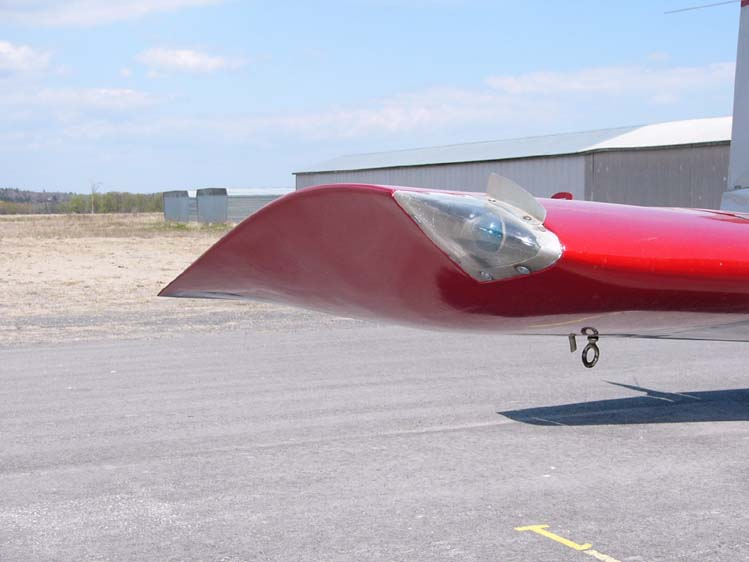
ホルナースタイルデザインのグラマンアメリカンAA-1（英語版） の翼端
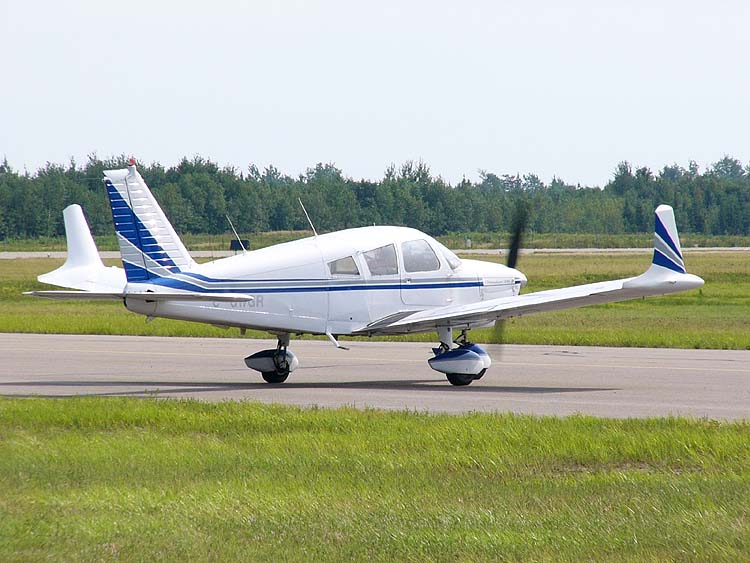
ウィングレット付きパイパーPA-28チェロキー
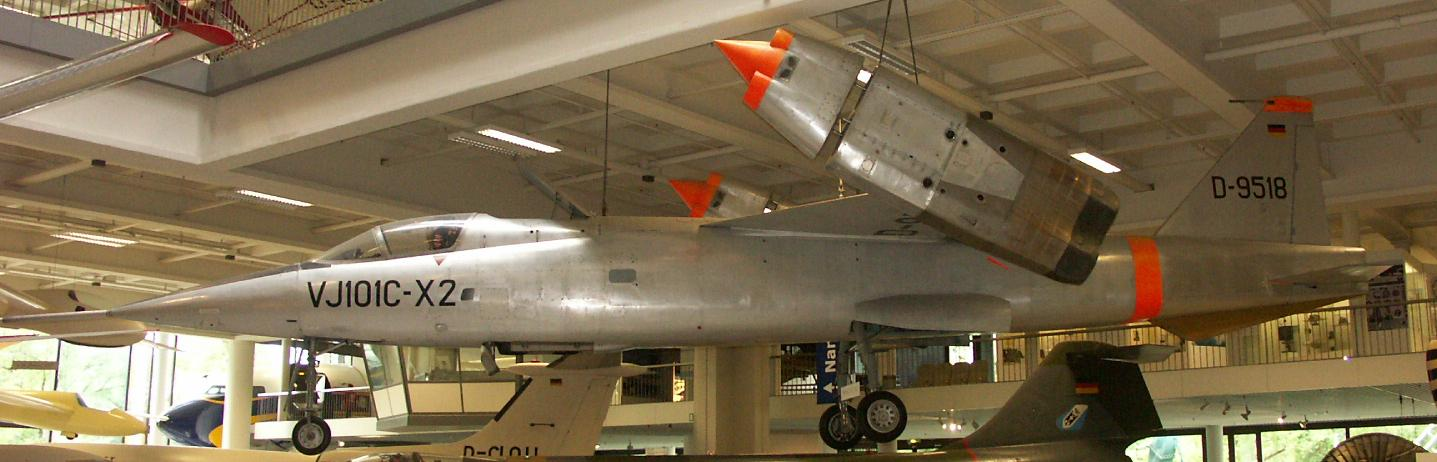
EWR VJ 101は翼端にエンジンが取り付けられている